# Protonuraghe
Protonuraghen (auch Korridor- oder Pseudonuraghen, italienisch Nuraghe a corridoio) sind die Vor- oder Frühform der klassischen Tholosnuraghen (italienisch Nuraghe a tholos) der bronzezeitlichen Nuraghenkultur auf Sardinien.
Das Alter der Protonuraghen wurde lange debattiert. Der Archäologe Giovanni Lilliu hielt sie zunächst für degenerierte Formen der eigentlichen Türme. Erste Ausgrabungen schienen das zu stützen. Lilliu zitierte Pausanias, der den römischen Angriff von 231 v. Chr. beschrieb und erwähnt, dass die Ureinwohner Sardiniens ihre Angriffe von unterirdischen Bauten und Höhlen aus führten. Protonuraghen schienen dieser Beschreibung zu entsprechen, da sie häufig unter Nutzung von Felsen (vor allem die Protonuraghe Albucciu) errichtet wurden. Ercole Contu (1924–2018), der die Ausgrabung der Protonuraghe Peppe Gallu leitete konnte das Gegenteil belegen. Nach der Ausgrabung der Protonuraghe Brunku Madagui (umgeben von einer spätnuraghischen Siedlung) steht zweifelsfrei fest, dass Protonuraghen in die Frühbronzezeit zu datieren sind. Es gibt jedoch Hinweise, dass einige von ihnen über die Eisenzeit bis in die Kolonialzeit genutzt wurden.

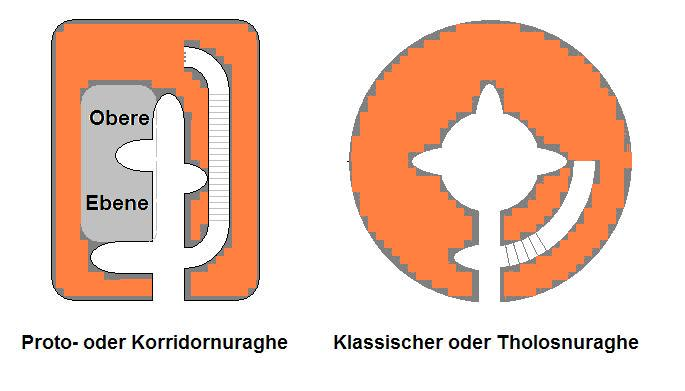
Protonuraghe und Tholosnuraghe

## Formen
Unter den Protonuraghen gibt es nur wenige, die runde für die späteren Nuraghen obligatorische Kammern haben (Izzana bei Aggius und Serra Castrula). Im Übrigen gibt es zwei Kulturen, die sie in vier Grundformen errichteten:
1. Korridornuraghen;
mitunter durchquert ein mit horizontalen Platten (Sturz) oder mit einem Kraggewölbe gedeckter Gang das Bauwerk vollständig, wodurch ein doppelseitiger Zugang entsteht. Es gibt simple Gangkonstruktionen, wie sie die Nuraghe Urzeghe bei Florinas zeigt und komplexe beim Protonuraghen Tusari (mit fünf Nischen und einer Treppe) bei Bortigali und solche ähnlich den korsischen Torren, an natürliche Felsaufschlüsse angelehnte Anlagen (Albucciu bei Arzachena und Arrubiu bei Quirra).
2. Protonuraghen mit schiffsförmigem Innenraum;
eine spätere Entwicklung der Protonuraghen stellt ein Typ dar, dessen Korridor nach einem engen und niedrigen mit Sturz gedeckten Bereich, breiter und höher wird. Die Decke weist die Form eines Eselsrückens oder eines umgedrehten Schiffs auf (Protonuraghe Orgono).
3. Am verbreitetsten ist der Typ mit blind endendem Korridor, an dem sich kleine Seitennischen befinden oder Querkorridore kreuzen, die sich u. U. zu einer Treppe öffnen, die in den oberen Teil des Bauwerks führte. In anderen Fällen öffneten sich zum Korridor hin kurze Quergänge mit endständig kleinen mit Kraggewölben gedeckten Räumen. Dies sind Vorboten der Tholosnuraghen. Den Übergang zu den Nuraghen mit Gewölben scheinen die Nuraghen Albucciu, bei Arzachena, Izzana und Su Mulinu, bei Villanovafranca, darzustellen, in denen sich beide Deckenformen finden.
4. In einigen Fällen (Friarosu, bei Mogorella) befinden sich in der Mauermasse gar keine Korridore, sondern kleine von außen erreichbare Zellen.
Die Grundrisse von Protonuraghen können rund, oval, D-förmig, trapezoid, rechteckig oder unregelmäßig (Nuraghe Brunku Madagui) sein. Im Inneren der gedrungenen Bauten findet sich außer Korridoren und Nischen mitunter eine so genannte Wächterzelle nahe dem Eingang (z. B. Front'e Mola bei Thiesi). Einzelne der bis zu 10 m hohen, Flächen bis zu 250 m² bedeckenden Formen sind zweietagig oder hatten eine Dachplattform. Bei diesen Bauwerken, deren Kennzeichen beachtliche Mauermassen sind, von denen nur ein geringer Teil durch wenige enge Räume genutzt wurde, war die Plattform der oberen Terrasse der funktionelle Teil.
Protonuraghen wurden, als sich die Architektur der mehr als 25-mal so häufigen Tholosnuraghen durchgesetzt hatte, möglicherweise weiter benutzt.

## Tholosnuraghen
Die Tholosnuraghen sind stets rund, weitaus höher (bis 20 m), bedecken aber eine geringere Grundfläche (etwa 100 m²). Ihr Merkmal ist die zentrale, runde Kammer, selten ganz ohne, öfter mit zwei bis vier Nischen; meist jedoch mit dreien – wie der skizzierte Nuraghe. Damit entspricht ihre Innenkonstruktion (besonders was die Kuppelform betrifft) grob den irisch-schottischen Megalithanlagen vom Typ Newgrange und Maes Howe, während der Grundriss dem schottischer Brochs entspricht.

## Zeitstellung
Die etwa 300 Protonuraghen auf Sardinien entstanden während der Phase B der zweiphasigen Bonnanaro-Kultur, die als Nachfolger der sowohl megalithischen als auch kupferzeitlichen Monte-Claro-Kultur etwa zwischen 1800 und 1500 v. Chr. herrschte.

## Protonuraghen mit Artikel
- Albucciu, Arzachena (OT)
- Brunku Madagui, Gesturi (MC)
- Corongiu Maria, Nurri (CA)
- Friarosu, Mogorella (OR)
- Front'e Mola, Thiesi (SS)
- Izzana, Tempio Pausania (SS)
- Protonuraghe Maiori, Tempio Pausania (NU)
- Orgono, Ghilarza (OR)
- Peppe Gallu, Uri (SS)
- Sa Fogaia, Siddi (MC)
- Protonuraghe Scalas, Castiadas (SS)
- Seneghe, Suni (OR)
- Protonuraghe S’Ulivera, Dualchi (NU)
- Protonuraghe S’Ulivera; Sorgono (NU)